# Marko Perović (ur. 1984)
Marko Perović, cyr. Марко Перовић (ur. 11 stycznia 1984 w Prisztinie) – serbski piłkarz, urodzony w Kosowie, występujący na pozycji pomocnika. W sezonie 2014 jest graczem tajskiego klubu Chainat Hornbill F.C.